# Csapó Jenő (színművész)
Csapó Jenő, Csernits (Pécs, 1881. november 17. – Pekerucs magaslat, Szerbia, 1914. november 10.) magyar színész.

## Életútja
A pécsi ciszterci gimnáziumban érettségizett, majd jogot végzett Pécsett és Budapesten. Vágó Béla színművész beajánlotta egy ízben a Király Színházhoz, ahol egy bravúros beugrással bebizonyította színpadi készségét, mire kedvező ajánlattal leszerződtették. Innen Kolozsvárra kapott meghívást, de alig élvezte a színpad dicsőségét, máris be kellett vonulnia a harctérre. Bevonult mint hadapródjelölt és itt megpecsételte a sorsát: feláldozta ifjú életét a királyért és hazáért, a szerb harctéren hősi halált halt 1914. november 10-én, Pekerucs nevű magaslaton.

## Munkássága
Mint zeneszerző, sok apró kompozícióval tűnt fel, ezenkívül költészettel is foglalkozott. Versei hangulatkeltők, tehetségre vallók. Kollegái rajongással szerették, mert művészlélek volt, aki rövid működése alatt is univerzális tehetségnek bizonyult, mindenhez értett, így többek között sokszor még a színházi karmestert is helyettesítette. Mint bonviván-színésznek kitűnő szerepe volt a Luxemburg grófja, Obsitos, Éva, Leányvásár, Víg özvegy, Varázskeringő, Sybill c. operettekben. Neje: Báthory Elza (1883–1976), színésznő volt.

## Filmjei
- Sárga csikó (1913)
- Bánk bán (1914)